# Briefcase Full of Blues
| Recensione              | Giudizio    |
| ----------------------- | ----------- |
| AllMusic                | [ 5 ]       |
| Robert Christgau        | C+          |
| Sputnikmusic            | 3.6 (Great) |
| Dizionario del Pop-Rock | [ 8 ]       |
| 24.000 dischi           | [ 9 ]       |

Briefcase Full of Blues è il primo album dei Blues Brothers, pubblicato nel 1978 dall'Atlantic Records. L'album raggiunse la posizione numero 1 della classifica Billboard 200 e vinse due dischi di platino. Dal disco furono tratti due singoli: Rubber Biscuit, che raggiunse la trentasettesima posizione nella Billboard 100 e Soul Man, quattordicesima nella stessa classifica.

## Tracce

### LP
Lato A
1. Opening: I Can't Turn You Loose – 1:17 (Otis Redding)
2. Hey Bartender – 2:46 (Floyd Dickson)
3. Messin' with the Kid – 2:46 (Mel London)
4. (I Got Everything I Need) Almost – 2:36 (Don Walsh)
5. Rubber Biscuit – 2:41 (Charles Johnson)
6. Shot Gun Blues – 5:13 (Don Walsh, Rick Walsh)

Lato B
1. Groove Me – 3:32 (King Floyd)
2. I Don't Know – 4:07 (Willie Mabon)
3. Soul Man – 2:54 (David Porter, Isaac Hayes)
4. 'B' Movie Box Car Blues – 3:57 (Delbert McClinton)
5. Flip, Flop & Fly – 3:35 (Charles Calhoun, Lou Willie Turner)
6. Closing: I Can't Turn You Loose – 0:28 (Otis Redding)

## Formazione
- Joliet Jake Blues - voce solista
- Elwood Blues - voce, armonica, voce solista (nel brano: Rubber Biscuit), cori
- Paul "The Shiv" Shaffer - organo Hammond, pianoforte elettrico Wurlitzer, pianoforte acustico, cori
- Steve "The Colonel" Cropper - chitarra
- Matt "Guitar" Murphy - chitarra
- Donald "Duck" Dunn – basso
- Steve "Getdwa" Jordan – batteria, cori
- Lou "Blue Lou" Marini - sassofono tenore, cori
- Alan "Mr. Fabulous" Rubin - tromba, cori
- Tom "Triple Scale" Scott - sassofono tenore, cori
- Tom "Bones" Malone - sassofono tenore, sassofono baritono, trombone, tromba, cori

Note aggiuntive
- Bob Tischler - produttore
- Laila Nabulsi - coordinatrice alla produzione
- Belinda Tischler, Road Crew, Frank Sheilbeck e Bruce Spillman - assistenti alla produzione
- Registrato dal vivo al Universal Amphitheater di Los Angeles, California (Stati Uniti)
- Registrato in remoto con lo studio mobile Record Plant di Los Angeles, California (Stati Uniti)
- Warren Dewey - ingegnere delle registrazioni
- Jay Krugman - assistente ingegnere delle registrazioni
- Mixato al Record Plant di New York
- Bob Tischler - ingegnere del mixaggio
- David Alexander - fotografie album originale
- Judith Jacklin - design album originale, colore fotografie
- Ringraziamento speciale a: Michael Klefner, Bob Defrin, Susan Malone, Doc Pomus, Ron Gaynne
- Ringraziamento molto speciale a: Dan Aykroyd e John Belushi
- Album dedicato a Curtis Salgado
- Miami Mitch Glazer - note di retrocopertina album originale[10]

## Classifica
Album
| Anno | Classifica         | Posizione raggiunta |
| ---- | ------------------ | ------------------- |
| 1979 | Billboard 200      | 1                   |
| 2015 | Top Catalog Albums | 48                  |

Singoli
| Anno | Titolo del brano | Classifica        | Posizione raggiunta |
| ---- | ---------------- | ----------------- | ------------------- |
| 1979 | Soul Man         | Billboard Hot 100 | 14                  |
| 1979 | Rubber Biscuit   | Billboard Hot 100 | 37                  |